# Coupe du monde FIA des voitures de tourisme 2020
Navigation
2019 (WTCR) 2021 (WTCR)
La Coupe du monde des voitures de tourisme 2020 était la troisième saison de la Coupe du monde des voitures de tourisme et la 16e depuis le début de la série, qui remonte au Championnat du monde des voitures de tourisme 2005.

## Équipes et pilotes
| Equipe                                    | Modèle                          | No. | Pilotes                | Classe | Epreuves  | Ref.   |
| ----------------------------------------- | ------------------------------- | --- | ---------------------- | ------ | --------- | ------ |
| BRC Hyundai N Lukoil Squadra Corse        | Hyundai i30 N TCR               | 1   | Norbert Michelisz      |        | 1, 3–6    | [ 1 ]  |
| BRC Hyundai N Lukoil Squadra Corse        | Hyundai i30 N TCR               | 30  | Gabriele Tarquini      |        | 1, 3–6    | [ 1 ]  |
| Vuković Motorsport                        | Renault Mégane R.S. Evo TCR     | 7   | Jack Young             | R T    | 1–2       | [ 2 ]  |
| Vuković Motorsport                        | Renault Mégane R.S. Evo TCR     | 34  | Aurélien Comte         | T      | 3–6       | [ 3 ]  |
| Hyundai N Liqui Moly Racing Team Engstler | Hyundai i30 N TCR               | 8   | Luca Engstler          | R      | 1, 3–6    | [ 1 ]  |
| Hyundai N Liqui Moly Racing Team Engstler | Hyundai i30 N TCR               | 27  | Mitchell Cheah         | R      | 6         | [ 4 ]  |
| Hyundai N Liqui Moly Racing Team Engstler | Hyundai i30 N TCR               | 40  | Josh Files             |        | 5         | [ 5 ]  |
| Hyundai N Liqui Moly Racing Team Engstler | Hyundai i30 N TCR               | 88  | Nicky Catsburg         |        | 1, 3      | [ 1 ]  |
| Hyundai N Liqui Moly Racing Team Engstler | Hyundai i30 N TCR               | 97  | Nico Gruber            | R      | 4         | [ 6 ]  |
| ALL-INKL.DE Münnich Motorsport            | Honda Civic Type R TCR (FK8)    | 9   | Attila Tassi           |        | Toutes    | ,      |
| ALL-INKL.DE Münnich Motorsport            | Honda Civic Type R TCR (FK8)    | 18  | Tiago Monteiro         |        | Toutes    | ,      |
| ALL-INKL.COM Münnich Motorsport           | Honda Civic Type R TCR (FK8)    | 29  | Néstor Girolami        |        | Toutes    | ,      |
| ALL-INKL.COM Münnich Motorsport           | Honda Civic Type R TCR (FK8)    | 86  | Esteban Guerrieri      |        | Toutes    | ,      |
| Cyan Performance Lynk & Co                | Lynk & Co 03 TCR                | 11  | Thed Björk             |        | Toutes    | [ 9 ]  |
| Cyan Performance Lynk & Co                | Lynk & Co 03 TCR                | 12  | Santiago Urrutia       |        | Toutes    | [ 10 ] |
| Cyan Racing Lynk & Co                     | Lynk & Co 03 TCR                | 68  | Yann Ehrlacher         |        | Toutes    | [ 11 ] |
| Cyan Racing Lynk & Co                     | Lynk & Co 03 TCR                | 100 | Yvan Muller            |        | Toutes    | [ 11 ] |
| Comtoyou Racing                           | Audi RS 3 LMS TCR               | 16  | Gilles Magnus          | R T    | Toutes    | [ 12 ] |
| Audi Sport Team Comtoyou DHL              | Audi RS 3 LMS TCR               | 17  | Nathanaël Berthon      | T      | Toutes    | [ 13 ] |
| Audi Sport Team Comtoyou DHL              | Audi RS 3 LMS TCR               | 31  | Tom Coronel            | T      | Toutes    | [ 14 ] |
| Zengő Motorsport Services KFT             | CUPRA León Competición TCR      | 55  | Bence Boldizs          | R T    | Toutes    | [ 15 ] |
| Zengő Motorsport Services KFT             | CUPRA León Competición TCR      | 96  | Mikel Azcona           |        | Toutes    | [ 16 ] |
| Zengő Motorsport Services KFT             | CUPRA León Competición TCR      | 99  | Gábor Kismarty-Lechner | T      | Toutes    | [ 16 ] |
| Team Mulsanne                             | Alfa Romeo Giulietta Veloce TCR | 69  | Jean-Karl Vernay       | T      | Toutes    | ,      |
| Wildcard entries                          |                                 |     |                        |        |           |        |
| Comtoyou Racing                           | Audi RS 3 LMS TCR               | 15  | Nicolas Baert          |        | 5         | [ 19 ] |
| Vexta Domy                                | CUPRA León Competición TCR      | 22  | Petr Fulín             |        | 3         | [ 20 ] |
| Team Mulsanne                             | Alfa Romeo Giulietta Veloce TCR | 25  | Luca Filippi           |        | 1, 3–4, 6 | [ 21 ] |
| Target Competition                        | Hyundai i30 N TCR               | 28  | José Manuel Sapag      |        | 4, 6      | ,      |
| Vuković Motorsport                        | Renault Mégane R.S. Evo TCR     | 33  | Dylan O'Keeffe         |        | 1         | [ 24 ] |

| Icone | Classe                              |
| ----- | ----------------------------------- |
| R     | Pilote éligible au FIA Rookie award |
| T     | Pilote éligible au WTCR Trophy      |

## Calendrier
Un calendrier provisoire a été publié le 5 décembre 2019. Le championnat 2020 a été disputé sur 16 courses en six manches en Europe.
La saison devait initialement être disputée sur 20 courses en 10 manches, mais cela a changé en raison de la pandémie de COVID-19.
| Tour | Course | Nom de course       | Circuit                                                  | Date         | Courses de support                                                                                                |
| ---- | ------ | ------------------- | -------------------------------------------------------- | ------------ | --- |
| 1    | 1      | Course de Belgique  | Circuit Terlamen Zolder , Heusden-Zolder                 | 12 septembre | Série de voitures de tourisme TCR Europe Coupe & Tourenwagen Trophy Championnat néerlandais de courses de camions |
| 1    | 2      | Course de Belgique  | Circuit Terlamen Zolder , Heusden-Zolder                 | 13 septembre | Série de voitures de tourisme TCR Europe Coupe & Tourenwagen Trophy Championnat néerlandais de courses de camions |
| 2    | 3      | Course d'Allemagne  | Nürburgring Nordschleife , Nürburg                       | 24 septembre | 24 Heures du Nürburgring Championnat ADAC de Formule 4                                                            |
| 2    | 4      | Course d'Allemagne  | Nürburgring Nordschleife , Nürburg                       | 25 septembre | 24 Heures du Nürburgring Championnat ADAC de Formule 4                                                            |
| 3    | 5      | Course de Slovaquie | Automotodróm Slovakia Ring , district de Dunajská Streda | 10 octobre   | FIA Swift Cup Europe Coupe Inter Cars Mazda MX-5                                                                  |
| 3    | 6      | Course de Slovaquie | Automotodróm Slovakia Ring , district de Dunajská Streda | 11 octobre   | FIA Swift Cup Europe Coupe Inter Cars Mazda MX-5                                                                  |
| 3    | sept   | Course de Slovaquie | Automotodróm Slovakia Ring , district de Dunajská Streda | 11 octobre   | FIA Swift Cup Europe Coupe Inter Cars Mazda MX-5                                                                  |
| 4    | 8      | Race de Hongrie     | Hungaroring , Mogyoród                                   | 17 octobre   | Championnat d'Europe FIA des courses de camions                                                                   |
| 4    | 9      | Race de Hongrie     | Hungaroring , Mogyoród                                   | 18 octobre   | Championnat d'Europe FIA des courses de camions                                                                   |
| 4    | dix    | Race de Hongrie     | Hungaroring , Mogyoród                                   | 18 octobre   | Championnat d'Europe FIA des courses de camions                                                                   |
| 5    | 11     | Course de Teruel    | Ciudad del Motor de Aragón , Alcañiz                     | 31 octobre   | Championnat d'Espagne F4 Renault Clio Cup Espagne                                                                 |
| 5    | 12     | Course de Teruel    | Ciudad del Motor de Aragón , Alcañiz                     | 1 novembre   | Championnat d'Espagne F4 Renault Clio Cup Espagne                                                                 |
| 5    | 13     | Course de Teruel    | Ciudad del Motor de Aragón , Alcañiz                     | 1 novembre   | Championnat d'Espagne F4 Renault Clio Cup Espagne                                                                 |
| 6    | 14     | Course d'Aragon     | Ciudad del Motor de Aragón , Alcañiz                     | 14 novembre  | Pure ETCR (événement de présentation)                                                                             |
| 6    | 15     | Course d'Aragon     | Ciudad del Motor de Aragón , Alcañiz                     | 15 novembre  | Pure ETCR (événement de présentation)                                                                             |
| 6    | 16     | Course d'Aragon     | Ciudad del Motor de Aragón , Alcañiz                     | 15 novembre  | Pure ETCR (événement de présentation)                                                                             |

| Course Nom         | Circuit                                           | Date         | Courses de support                     | Remarques |
| ------------------ | ------------------------------------------------- | ------------ | -------------------------------------- | --- |
| Course du Maroc    | Circuit International Automobile Moulay El Hassan | 5 avril      |                                        | |
| Course du Portugal | Circuit international de Vila Real                | 21 juin      |                                        | |
| Course de Chine    | Circuit international de Ningbo                   | 6 septembre  |                                        | |
| Course d'Autriche  | Salzbourgring                                     | 12 septembre |                                        | |
| Course de Corée    | Inje Speedium                                     | 18 octobre   | Pure ETCR (événement de démonstration) | |
| Course d'Italie    | Circuit international d'Adria                     | 15 novembre  | Pure ETCR (événement de démonstration) | |
| Guia Race de Macao | Circuit Guia, Macao                               | 22 novembre  | Grand Prix F3 de Macao 2020            | L'édition 2020 s'est plutôt déroulée dans le cadre du championnat China TCR 2020, soutenant le championnat China F4 2020 Macau GP. |
| Course de Malaisie | Circuit international de Sepang, Sepang           | 13 décembre  |                                        | |

## Modifications des règles

### Modifications techniques
- Le poids de la compensation a été mesuré différemment par rapport à la saison précédente avec désormais seuls les tours de qualification comptés. Auparavant, une combinaison des tours de qualification et de course était utilisée pour déterminer le poids de compensation. Le changement est venu pour éviter que les équipes demandent aux pilotes de faire des tours de course plus lents. Les paramètres d'équilibre des performances des voitures restent inchangés[28].
- Goodyear est devenu le fournisseur de pneus de la série, remplaçant Yokohama après un mandat de quatorze ans alors que Yokohama a choisi de se concentrer sur le développement de pneus pour les championnats Super Formula et Super GT. Les équipes disposaient d'un ensemble de 18 nouveaux pneus pour la manche d'ouverture de la saison, le nombre étant réduit à 12 pour les manches restantes[29],[30].

### Changements sportifs
- Pour la première fois depuis le Championnat du monde des voitures de tourisme 2010, une catégorie recrue a été introduite dans la série. Les pilotes de moins de 23 ans étaient éligibles tant qu'ils n'avaient pas couru dans plus de trois week-ends de course dans la série avant cette saison[28].
- Le calendrier de trois courses qui avait été utilisé pour les deux saisons précédentes, a été réduit à deux, invoquant des mesures de réduction des coûts, réduisant le nombre de courses de trente à vingt. En conséquence, une seule séance de qualification aurait lieu. La longueur de la course pour la course 2 serait de trois tours plus longue que la course 1 en conséquence directe du nombre réduit d'événements[30]. Après seulement deux manches, la série est revenue au format de trois courses à partir de la Race of Slovakia.
- Les équipes utilisant deux voitures étaient limitées à 12 hommes, les équipes de trois voitures pouvant compter 18 hommes. Le nombre de personnes travaillant sur les voitures, portant des brassards désignés, a été limité à dix. Compte tenu de la situation économique causée par la pandémie de COVID-19, les équipes n'ont été autorisées à engager qu'une seule voiture pour la saison 2020, bien qu'elles ne soient pas éligibles pour marquer des points dans le championnat des équipes[30],[31].
- Le WTCR Trophy a été introduit pour la saison 2020. Les pilotes qui ne bénéficiaient pas du soutien financier du département des courses clients et qui n'avaient remporté le championnat ni en WTCR ni dans son prédécesseur, le Championnat du monde des voitures de tourisme, étaient autorisés à marquer des points dans le WTCR Trophy[32].

| Course | Nom de la course | Pole Position     | Meilleur Tour     | Pilote vainqueur  | Equipe vainqueur                          | Vainqueur catégorie Rookie | Vainqueur catégorie WTCR Trophy |
| ------ | ---------------- | ----------------- | ----------------- | ----------------- | ----------------------------------------- | -------------------------- | ------------------------------- |
| 1      | Race of Belgium  |                   | Néstor Girolami   | Néstor Girolami   | ALL-INKL.COM Münnich Motorsport           | Gilles Magnus              | Tom Coronel                     |
| 2      | Race of Belgium  | Nathanaël Berthon | Nathanaël Berthon | Yann Ehrlacher    | Cyan Racing Lynk & Co                     | Gilles Magnus              | Gilles Magnus                   |
| 3      | Race of Germany  |                   | Yann Ehrlacher    | Esteban Guerrieri | ALL-INKL.COM Münnich Motorsport           | Gilles Magnus              | Tom Coronel                     |
| 4      | Race of Germany  | Néstor Girolami   | Yann Ehrlacher    | Yann Ehrlacher    | Cyan Racing Lynk & Co                     | Bence Boldizs              | Jean-Karl Vernay                |
| 5      | Race of Slovakia | Nathanaël Berthon | Thed Björk        | Nathanaël Berthon | Comtoyou DHL Team Audi Sport              | Gilles Magnus              | Nathanaël Berthon               |
| 6      | Race of Slovakia |                   | Mikel Azcona      | Tom Coronel       | Comtoyou DHL Team Audi Sport              | Gilles Magnus              | Tom Coronel                     |
| 7      | Race of Slovakia | Nathanaël Berthon | Nicky Catsburg    | Nicky Catsburg    | Engstler Hyundai N Liqui Moly Racing Team | Gilles Magnus              | Jean-Karl Vernay                |
| 8      | Race of Hungary  | Esteban Guerrieri | Norbert Michelisz | Esteban Guerrieri | ALL-INKL.COM Münnich Motorsport           | Luca Engstler              | Jean-Karl Vernay                |
| 9      | Race of Hungary  |                   | Norbert Michelisz | Yann Ehrlacher    | Cyan Racing Lynk & Co                     | Bence Boldizs              | Jean-Karl Vernay                |
| 10     | Race of Hungary  | Esteban Guerrieri | Tiago Monteiro    | Esteban Guerrieri | ALL-INKL.COM Münnich Motorsport           | Gilles Magnus              | Jean-Karl Vernay                |
| 11     | Race of Spain    | Norbert Michelisz | Gilles Magnus     | Jean-Karl Vernay  | Team Mulsanne                             | Gilles Magnus              | Jean-Karl Vernay                |
| 12     | Race of Spain    |                   | Nathanaël Berthon | Mikel Azcona      | Zengő Motorsport Services KFT             | Gilles Magnus              | Nathanaël Berthon               |
| 13     | Race of Spain    | Gilles Magnus     | Thed Björk        | Thed Björk        | Cyan Performance Lynk & Co                | Gilles Magnus              | Nathanaël Berthon               |
| 14     | Race of Aragón   | Santiago Urrutia  | Mikel Azcona      | Esteban Guerrieri | ALL-INKL.COM Münnich Motorsport           | Gilles Magnus              | Gilles Magnus                   |
| 15     | Race of Aragón   |                   | Yvan Muller       | Yvan Muller       | Cyan Racing Lynk & Co                     | Gilles Magnus              | Jean-Karl Vernay                |
| 16     | Race of Aragón   | Santiago Urrutia  | Santiago Urrutia  | Santiago Urrutia  | Cyan Performance Lynk & Co                | Gilles Magnus              | Jean-Karl Vernay                |

## Classement du championnat
Système de notation
| Position             | 1er | 2e | 3e | 4e | 5e | 6e | 7e | 8e | 9e | 10e | 11e | 12e | 13e | 14e | 15e |
| Qualifications 1 & 3 | 5   | 4  | 3  | 2  | 1  |    |    |    |    |     |     |     |     |     |     |
| Course               | 25  | 20 | 16 | 13 | 11 | 10 | 9  | 8  | 7  | 6   | 5   | 4   | 3   | 2   | 1   |

Système de notation pour le WTCR Trophy
| Position        | 1er | 2e | 3e | 4e | 5e | MT |
| Qualification 1 | 1   |    |    |    |    |    |
| Course          | 10  | 8  | 5  | 3  | 1  | 1  |

### Championnat des pilotes
| 1                                                    | Yann Ehrlacher         | 71  | 12  | 3   | 12  | 9   | 7   | 11  | 23  | 1   | 8   | 11  | 6   | 12  | 65  | 6   | 2   | 234 |
| 2                                                    | Yvan Muller            | 84  | 25  | 2   | 7   | 14  | 8   | 13  | 4   | 2   | 9   | 7   | 2   | 14  | 74  | 1   | 4   | 195 |
| 3                                                    | Jean-Karl Vernay       | 5   | 7   | 9   | 6   | 3   | 14  | 4   | 9   | 3   | 5   | 13  | Ret | 65  | 82  | 2   | 35  | 194 |
| 4                                                    | Esteban Guerrieri      | Ret | 13  | 1   | 5   | 4   | 3   | 7   | 1   | 7   | 1   | 13  | 10  | 9   | 1   | Ret | 18  | 188 |
| 5                                                    | Gilles Magnus          | 103 | 43  | 7   | Ret | 74  | 2   | 35  | 15  | 10  | 14  | 32  | 8   | 51  | 3   | 4   | 9   | 172 |
| 6                                                    | Santiago Urrutia       | 6   | 34  | Ret | 10  | 15  | 15  | 8   | 7   | 4   | Ret | 2   | 3   | 23  | 91  | NC  | 1   | 169 |
| 7                                                    | Mikel Azcona           | 16  | 11  | Ret | 4   | 8   | 4   | 5   | 62  | Ret | 45  | 45  | 1   | 7   | 53  | 3   | 5   | 168 |
| 8                                                    | Nathanaël Berthon      | 9   | 141 | 12  | 12  | 1   | Ret | 21  | 12  | 11  | 11  | 12  | 4   | 4   | 4   | NC  | 83  | 148 |
| 9                                                    | Thed Björk             | 2   | Ret | 4   | 24  | 19  | 16  | 15  | 10  | 12  | 12  | Ret | 7   | 12  | 11  | 7   | 64  | 142 |
| 10                                                   | Néstor Girolami        | 1   | 5   | 6   | 111 | 5   | 18† | DNS | 3   | Ret | 34  | 10  | 11  | Ret | 2   | Ret | DNS | 137 |
| 11                                                   | Tom Coronel            | 45  | 6   | 5   | 85  | 6   | 1   | 64  | 11  | 17  | 13  | 19† | Ret | 8   | 12  | 15  | 15  | 117 |
| 12                                                   | Attila Tassi           | 3   | 20  | Ret | 3   | 11  | Ret | DNS | 5   | 8   | 62  | 17  | 13  | Ret | 10  | 8   | 10  | 100 |
| 13                                                   | Norbert Michelisz      | 11  | 8   | DNP | DNP | 10  | 6   | 102 | 21  | 5   | 10  | 61  | 15  | 16  | 16  | 5   | 7   | 93  |
| 14                                                   | Gabriele Tarquini      | 15  | 15  | DNP | DNP | 25  | Ret | Ret | NC  | 18  | 7   | 54  | 5   | 3   | 15  | Ret | 13  | 79  |
| 15                                                   | Tiago Monteiro         | Ret | 19  | 8   | 9   | 13  | 9   | 17† | 144 | 9   | 23  | 14  | 12  | Ret | 20† | 10  | 11  | 79  |
| 16                                                   | Luca Engstler          | 12  | 10  | DNP | DNP | NC  | 10  | 9   | 8   | Ret | 16  | 8   | 9   | Ret | 13  | 11  | 14  | 59  |
| 17                                                   | Nicky Catsburg         | 14  | 9   | DNP | DNP | 172 | 5   | 13  |     |     |     |     |     |     |     |     |     | 53  |
| 18                                                   | Bence Boldizs          | 17  | 17  | 10  | 13  | 21† | 13  | NC  | 16  | 6   | 17  | 9   | DNS | 15  | 17  | Ret | 16  | 35  |
| 19                                                   | Aurélien Comte         |     |     |     |     | 16  | 12  | 12  | 17  | 19† | 19  | Ret | NC  | Ret | 14  | 12  | 17  | 17  |
| 20                                                   | Gábor Kismarty-Lechner | 19  | 18  | 11  | 14  | 20  | 17  | 16  | 19  | 16  | 21  | 18  | 17† | 13  | Ret | 14  | 19  | 17  |
| 21                                                   | Josh Files             |     |     |     |     |     |     |     |     |     |     | 16  | 14  | 10  |     |     |     | 9   |
| 22                                                   | Mitchell Cheah         |     |     |     |     |     |     |     |     |     |     |     |     |     | 18  | 13  | 20† | 4   |
| 23                                                   | Nico Gruber            |     |     |     |     |     |     |     | 18  | 14  | 20  |     |     |     |     |     |     | 3   |
| 24                                                   | Jack Young             | 20† | 21† | Ret | DNS |     |     |     |     |     |     |     |     |     |     |     |     | 0   |
| Les entrants en Wildcard sont inéligibles aux points |                        |     |     |     |     |     |     |     |     |     |     |     |     |     |     |     |     |     |
| –                                                    | Luca Filippi           | 18  | 16  |     |     | 12  | Ret | Ret | 13  | 13  | 15  |     |     |     | Ret | 9   | 12  | –   |
| –                                                    | Petr Fulín             |     |     |     |     | 18  | 11  | 14  |     |     |     |     |     |     |     |     |     | –   |
| –                                                    | Nicolas Baert          |     |     |     |     |     |     |     |     |     |     | 15  | 16  | 11  |     |     |     | –   |
| –                                                    | Dylan O'Keeffe         | 13  | 12  |     |     |     |     |     |     |     |     |     |     |     |     |     |     | –   |
| –                                                    | José Manuel Sapag      |     |     |     |     |     |     |     | 20  | 15  | 18  |     |     |     | 19  | Ret | DNS | –   |

| Couleur  | Résultat                       |
| -------- | ------------------------------ |
| Or       | Vainqueur                      |
| Argent   | 2e place                       |
| Bronze   | 3e place                       |
| Vert     | Classé dans les points         |
| Bleu     | Classé hors des points         |
| Bleu     | Non classé (Nc.)               |
| Violet   | Abandon (Abd.)                 |
| Rouge    | Non qualifié (Nq.)             |
| Rouge    | Non pré-qualifié (Npq.)        |
| Noir     | Disqualifié (Dsq.)             |
| Blanc    | Non partant (Np.)              |
| Blanc    | Forfait (Forf.)                |
| Blanc    | Course annulée (A)             |
| Neutre   | Non présent                    |
| Neutre   | Exclu (Ex.)                    |
| Gras     | Pole position                  |
| Italique | Meilleur tour en course        |
| †        | Classé sans terminer la course |
| 1 2 3 …  | Classement dans la catégorie   |

† - Les pilotes n'ont pas terminé la course, mais ont été classés car ils ont parcouru plus de 75% de la distance de course.
| 1                                                   | Cyan Racing Lynk & Co                     | 68  | 71  | 12  | 3   | 12  | 9   | 7   | 11  | 23  | 1   | 8   | 11  | 6   | 12  | 65  | 6   | 2   | 429 |
| 1                                                   | Cyan Racing Lynk & Co                     | 100 | 84  | 25  | 2   | 7   | 14  | 8   | 13  | 4   | 2   | 9   | 7   | 2   | 14  | 74  | 1   | 4   | 429 |
| 2                                                   | ALL-INKL.COM Münnich Motorsport           | 29  | 1   | 5   | 6   | 111 | 5   | 18† | DNS | 3   | Ret | 34  | 10  | 11  | Ret | 2   | Ret | DNS | 325 |
| 2                                                   | ALL-INKL.COM Münnich Motorsport           | 86  | Ret | 13  | 1   | 5   | 4   | 3   | 7   | 1   | 7   | 1   | 13  | 10  | 9   | 1   | Ret | 18  | 325 |
| 3                                                   | Cyan Performance Lynk & Co                | 11  | 2   | Ret | 4   | 24  | 19  | 16  | 15  | 10  | 12  | 12  | Ret | 7   | 12  | 11  | 7   | 64  | 311 |
| 3                                                   | Cyan Performance Lynk & Co                | 12  | 6   | 34  | Ret | 10  | 15  | 15  | 8   | 7   | 4   | Ret | 2   | 3   | 23  | 91  | NC  | 1   | 311 |
| 4                                                   | Comtoyou DHL Team Audi Sport              | 17  | 9   | 141 | 12  | 12  | 1   | Ret | 21  | 12  | 11  | 11  | 12  | 4   | 4   | 4   | NC  | 83  | 265 |
| 4                                                   | Comtoyou DHL Team Audi Sport              | 31  | 45  | 6   | 5   | 85  | 6   | 1   | 64  | 11  | 17  | 13  | 19† | Ret | 8   | 12  | 15  | 15  | 265 |
| 5                                                   | Zengő Motorsport Services KFT             | 55  | 17  | 17  | 10  | 13  | 21† | 13  | NC  | 16  | 6   | 17  | 9   | DNS | 15  | 17  | Ret | 16  | 185 |
| 5                                                   | Zengő Motorsport Services KFT             | 96  | 16  | 11  | Ret | 4   | 8   | 4   | 5   | 62  | Ret | 45  | 45  | 1   | 7   | 53  | 3   | 5   | 185 |
| 5                                                   | Zengő Motorsport Services KFT             | 99  | 19  | 18  | 11  | 14  | 20  | 17  | 16  | 19  | 16  | 21  | 18  | 17† | 13  | Ret | 14  | 19  | 185 |
| 6                                                   | ALL-INKL.DE Münnich Motorsport            | 9   | 3   | 20  | Ret | 3   | 11  | Ret | DNS | 5   | 8   | 62  | 17  | 13  | Ret | 10  | 8   | 10  | 179 |
| 6                                                   | ALL-INKL.DE Münnich Motorsport            | 18  | Ret | 19  | 8   | 9   | 13  | 9   | 17† | 144 | 9   | 23  | 14  | 12  | Ret | 20† | 10  | 11  | 179 |
| 7                                                   | BRC Hyundai N Lukoil Squadra Corse        | 1   | 11  | 8   | DNP | DNP | 10  | 6   | 102 | 21  | 5   | 10  | 61  | 15  | 16  | 16  | 5   | 7   | 172 |
| 7                                                   | BRC Hyundai N Lukoil Squadra Corse        | 30  | 15  | 15  | DNP | DNP | 25  | Ret | Ret | NC  | 18  | 7   | 54  | 5   | 3   | 15  | Ret | 13  | 172 |
| 8                                                   | Engstler Hyundai N Liqui Moly Racing Team | 8   | 12  | 10  | DNP | DNP | NC  | 10  | 9   | 8   | Ret | 16  | 8   | 9   | Ret | 13  | 11  | 14  | 128 |
| 8                                                   | Engstler Hyundai N Liqui Moly Racing Team | 27  |     |     |     |     |     |     |     |     |     |     |     |     |     | 18  | 13  | 20† | 128 |
| 8                                                   | Engstler Hyundai N Liqui Moly Racing Team | 40  |     |     |     |     |     |     |     |     |     |     | 16  | 14  | 10  |     |     |     | 128 |
| 8                                                   | Engstler Hyundai N Liqui Moly Racing Team | 88  | 14  | 9   | DNP | DNP | 172 | 5   | 13  |     |     |     |     |     |     |     |     |     | 128 |
| 8                                                   | Engstler Hyundai N Liqui Moly Racing Team | 97  |     |     |     |     |     |     |     | 18  | 14  | 20  |     |     |     |     |     |     | 128 |
| Les voitures ci-dessous sont inéligibles aux points |                                           |     |     |     |     |     |     |     |     |     |     |     |     |     |     |     |     |     |     |
| –                                                   | Team Mulsanne                             | 25  | 18  | 16  |     |     | 12  | Ret | Ret | 13  | 13  | 15  |     |     |     | Ret | 9   | 12  | –   |
| –                                                   | Team Mulsanne                             | 69  | 5   | 7   | 9   | 6   | 3   | 14  | 4   | 9   | 3   | 5   | 13  | Ret | 65  | 82  | 2   | 35  | –   |
| –                                                   | Comtoyou Racing                           | 15  |     |     |     |     |     |     |     |     |     |     | 15  | 16  | 11  |     |     |     | –   |
| –                                                   | Comtoyou Racing                           | 16  | 103 | 43  | 7   | Ret | 74  | 2   | 35  | 15  | 10  | 14  | 32  | 8   | 51  | 3   | 4   | 9   | –   |
| –                                                   | Vexta Domy                                | 22  |     |     |     |     | 18  | 11  | 14  |     |     |     |     |     |     |     |     |     | –   |
| –                                                   | Vuković Motorsport                        | 7   | 20† | 21† | Ret | DNS |     |     |     |     |     |     |     |     |     |     |     |     | –   |
| –                                                   | Vuković Motorsport                        | 33  | 13  | 12  |     |     |     |     |     |     |     |     |     |     |     |     |     |     | –   |
| –                                                   | Vuković Motorsport                        | 34  |     |     |     |     | 16  | 12  | 12  | 17  | 19† | 19  | Ret | NC  | Ret | 14  | 12  | 17  | –   |
| –                                                   | Target Competition                        | 28  |     |     |     |     |     |     |     | 20  | 15  | 18  |     |     |     | 19  | Ret | DNS | –   |

| Couleur  | Résultat                       |
| -------- | ------------------------------ |
| Or       | Vainqueur                      |
| Argent   | 2e place                       |
| Bronze   | 3e place                       |
| Vert     | Classé dans les points         |
| Bleu     | Classé hors des points         |
| Bleu     | Non classé (Nc.)               |
| Violet   | Abandon (Abd.)                 |
| Rouge    | Non qualifié (Nq.)             |
| Rouge    | Non pré-qualifié (Npq.)        |
| Noir     | Disqualifié (Dsq.)             |
| Blanc    | Non partant (Np.)              |
| Blanc    | Forfait (Forf.)                |
| Blanc    | Course annulée (A)             |
| Neutre   | Non présent                    |
| Neutre   | Exclu (Ex.)                    |
| Gras     | Pole position                  |
| Italique | Meilleur tour en course        |
| †        | Classé sans terminer la course |
| 1 2 3 …  | Classement dans la catégorie   |

† - Les pilotes n'ont pas terminé la course, mais ont été classés car ils ont parcouru plus de 75% de la distance de course.
|   | Pilotes        | BEL  | BEL | GER | GER  | SVK  | SVK | SVK | HUN | HUN | HUN | ESP | ESP | ESP | ARA | ARA | ARA | Points |
| - | -------------- | ---- | --- | --- | ---- | ---- | --- | --- | --- | --- | --- | --- | --- | --- | --- | --- | --- | ------ |
| 1 | Gilles Magnus  | 101  | 41  | 7   | Ret1 | 71   | 2   | 31  | 15  | 10  | 14  | 31  | 8   | 51  | 31  | 4   | 9   | 410    |
| 2 | Luca Engstler  | 122  | 10  | DNP | DNP  | NC3  | 10  | 9   | 82  | Ret | 16  | 82  | 9   | Ret | 133 | 11  | 14  | 243    |
| 3 | Bence Boldizs  | 174  | 17  | 10  | 13   | 21†2 | 13  | NC  | 161 | 6   | 17  | 93  | DNS | 15  | 172 | Ret | 16  | 236    |
| 4 | Nico Gruber    |      |     |     |      |      |     |     | 183 | 14  | 20  |     |     |     |     |     |     | 45     |
| 5 | Mitchell Cheah |      |     |     |      |      |     |     |     |     |     |     |     |     | 184 | 13  | 20† | 31     |
| 6 | Jack Young     | 20†3 | 21† | Ret | DNS2 |      |     |     |     |     |     |     |     |     |     |     |     | 11     |

|   | Pilotes                | BEL | BEL | GER | GER | SVK | SVK | SVK | HUN | HUN | HUN | ESP | ESP | ESP | ARA | ARA | ARA | Points |
| - | ---------------------- | --- | --- | --- | --- | --- | --- | --- | --- | --- | --- | --- | --- | --- | --- | --- | --- | ------ |
| 1 | Jean-Karl Vernay       | 5   | 7   | 9   | 6   | 3   | 14  | 4   | 91  | 3   | 5   | 1   | Ret | 6   | 81  | 2   | 3   | 121    |
| 2 | Gilles Magnus          | 101 | 4   | 7   | Ret | 7   | 2   | 3   | 15  | 10  | 14  | 31  | 8   | 5   | 3   | 4   | 9   | 101    |
| 3 | Nathanaël Berthon      | 9   | 14  | 12  | 12  | 1   | Ret | 2   | 12  | 11  | 11  | 12  | 4   | 4   | 4   | NC  | 8   | 94     |
| 4 | Tom Coronel            | 4   | 6   | 5   | 81  | 6   | 1   | 6   | 11  | 17  | 13  | 19† | Ret | 8   | 12  | 15  | 15  | 80     |
| 5 | Bence Boldizs          | 17  | 17  | 10  | 13  | 21† | 13  | NC  | 16  | 6   | 17  | 9   | DNS | 15  | 17  | Ret | 16  | 28     |
| 6 | Aurélien Comte         |     |     |     |     | 16  | 12  | 12  | 17  | 19† | 19  | Ret | NC  | Ret | 14  | 12  | 17  | 13     |
| 7 | Gábor Kismarty-Lechner | 19  | 18  | 11  | 14  | 20  | 17  | 16  | 19  | 16  | 21  | 18† | 17† | 13  | Ret | 14  | 19  | 8      |
| 8 | Jack Young             | 20† | 21† | Ret | DNS |     |     |     |     |     |     |     |     |     |     |     |     | 0      |